# 라 비
라 비(La Vie)는 라 비 레몽드 그룹의 회원인 말레셰르베스 간행물에서 편집하는 주간 프랑스 로마 가톨릭 잡지이다.